# سیارک ۱۷۹۹۳
سیارک ۱۷۹۹۳ (به انگلیسی: 17993 Kluesing، نامگذاری:1999JT68) هفده هزار و نهصد و نود و سومین سیارک کشف شده‌است که در ۱۲ مه ۱۹۹۹ کشف شد.
قدر مطلق سیارک برابر ۱۱.۲ است.